# ペトロ
ペトロ （ヘブライ語: שִׁמְעוֹן בַּר־יוֹנָה、古代ギリシア語: Πέτρος、古典ラテン語:Petrus）（生年不明 - 67年?）は、新約聖書に登場する人物で、イエス・キリストに従った使徒の一人。初代ローマ教皇とされる。シモン・ペトロ、ペテロ、ケファともいわれる。聖人の概念をもつキリスト教諸教派（正教会・東方諸教会・カトリック教会・聖公会・ルーテル教会）において聖人とされ、その記念日（聖名祝日）は6月29日（ユリウス暦を使用する正教会では7月12日に相当）である。
カトリック教会においては「使徒の頭」、正教会においてはペトルと呼ばれ、パウロ（パウェル）と並んで首座使徒の一人と捉えられている。

## 名称
本名はシモン（ヘブライ語読みでは「シメオン」שמעון。「シモン」は「シメオン」の短縮形）であるが、イエスにより「ケファ」（Kêpâ、アラム語で岩の断片、石という意味）というあだ名で呼ばれるようになった。後にギリシア語での意訳である「ペトロス」という呼び名で知られるようになる。
パウロも書簡の中で、ペトロのことを「ケファ」と呼んでいる。この名はイエスが「私はこの岩の上に私の教会を建てる」と言ったことに由来している。
日本のカトリック教会で用いられてきた「ペトロ」はラテン語に基づく表記(羅: Petrus; abl. Petro)で、カトリック教会とエキュメニカル派の『新共同訳聖書』にも採用された。日本の聖書用語に大きな影響を与えたプロテスタントの『文語訳聖書』とプロテスタントの他の翻訳では「ペテロ」と表記される。
日本正教会では教会スラヴ語から「ペトル」と転写する。正教会ではペトル（ペトロ）を首座使徒との呼称を以て崇敬する。
また、「ペトロ」は聖ペトロにちなむヨーロッパ諸言語の一般的な男性名としても用いられ、現代の言語では英語のピーター、フランス語のピエール、イタリア語のピエトロ、ドイツ語のペーター、スペイン語・ポルトガル語のペドロ、ロシア語のピョートルなどのように発音される。

## 生涯

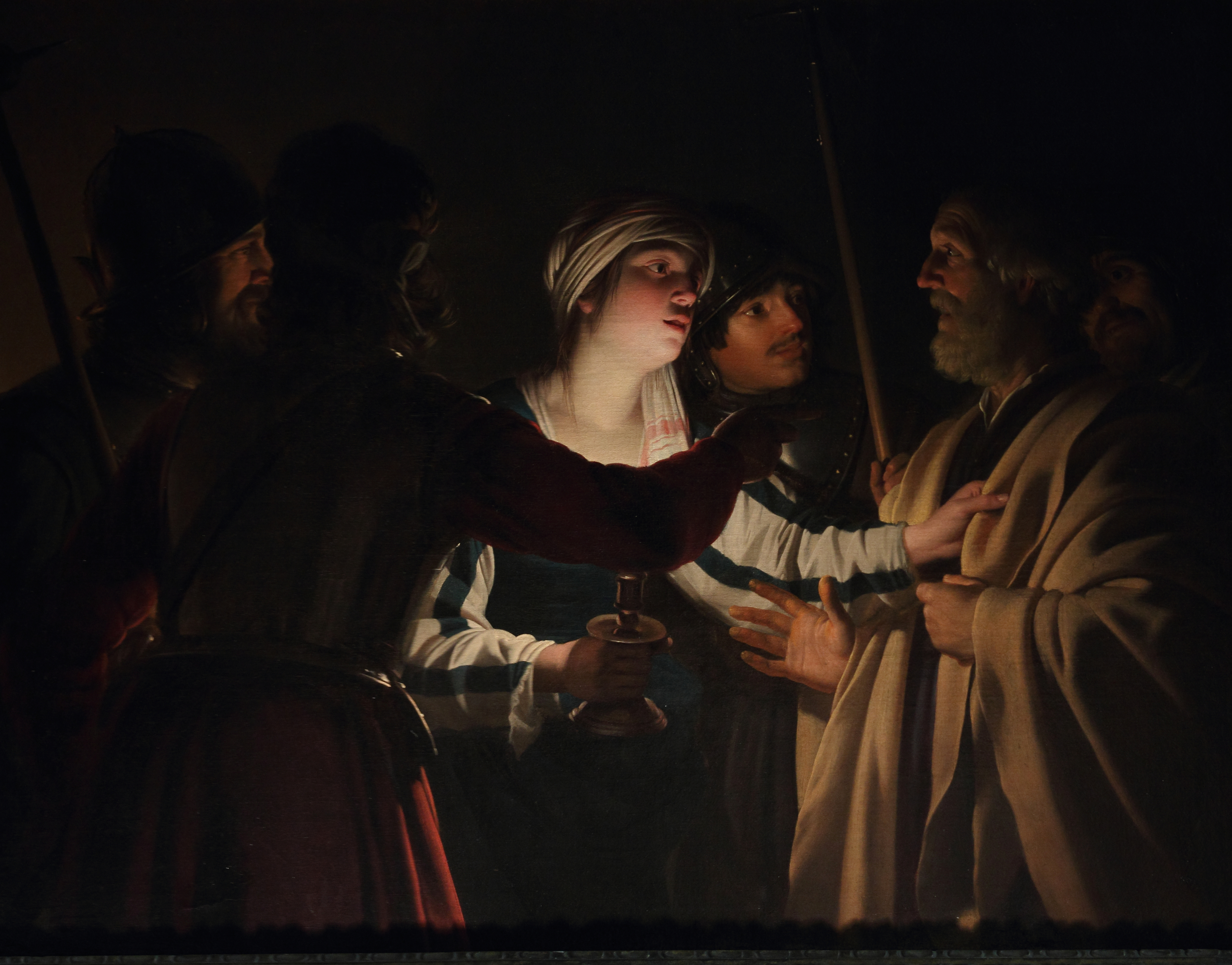
ホントホルストの『ペトロの否認』1620年頃

『マタイによる福音書』、『マルコによる福音書』によればペトロはガリラヤ湖で弟アンデレと共に漁をしていて、イエスに声をかけられ、最初の弟子になった。
『ルカによる福音書』ではイエスとの出会いはゲネサレト湖の対岸にいる群衆への説教に向かうイエスが彼の船を使った時とされる。伝承では、ペトロはイエスと出会った時には既に比較的高齢であったという。共観福音書はいずれもペトロの姑がカファルナウムの自宅でイエスに癒される姿を記しており、ここからペトロが結婚していたことが分かる。
ペトロは弟子のリストでも常に先頭にあげられており、イエスの問いかけに弟子を代表して答えていることなどから、イエスの存命中から弟子たちのリーダー的存在であったことがうかがわれる。また、主イエスの変容（姿が変わって神性を示した出来事）をペトロはヤコブとヨハネの選ばれた三人だけで目撃している。
イエスの受難においてペトロは剣を抜き、大祭司の僕マルコスの右耳を切り落とすが、その後イエスを3度否認したことが福音書に書かれている。そうなることをイエスが事前に予告していたことを思い出した時「激しく泣いた」とされている。また『ヨハネによる福音書』によれば、イエスの復活時にはヨハネと共にイエスの墓にかけつけている。
『使徒言行録』ではペトロはエルサレムにおいて弟子たちのリーダーとして説教し、イエスの名によって奇跡的治癒を行っている。やがてヤコブ (イエスの兄弟)がエルサレム教団のリーダーとして活躍しはじめると、ペトロはエルサレムを離れ、各地を巡回するようになり、ヤッファでは亡くなった少女タビタを生き返らせる奇跡を行った。
当時、イエスの教えはユダヤ人のみに与えられる福音なのか、それともユダヤ人以外の人々（異邦人）をも対象としているのかについて議論があったが、ペトロはある日、清い者・清くない者、あらゆる人々に宣教するよう幻を見て、異邦人への宣教も神の意思であることを理解する。カイサリアではコルネリウスというローマ帝国の百人隊長をイエスの道へ導いている。「コリントの信徒への手紙一」によれば、ペトロは妻を連れて各地の教会をめぐっていたようである。また、ガラテア書によれば、アンティオキアに割礼を行う一派が来た時に異邦人とともに食事をすることを止め、パウロから非難された。

### 外典

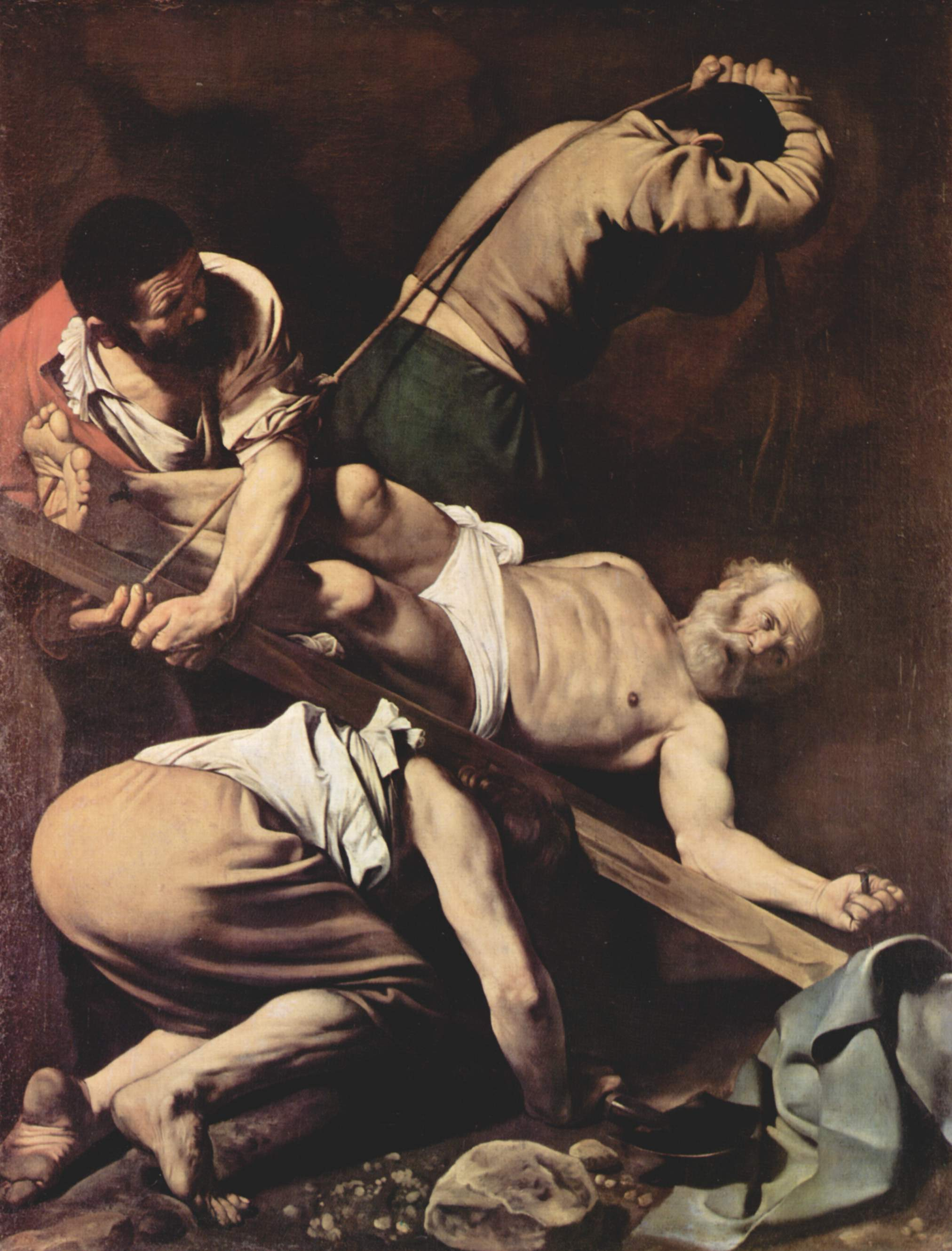
『聖ペテロの磔刑』（カラヴァッジォ画）

聖書にはそれ以上の記述はなく、史実的にも実証できないが、外典である『ペトロ行伝』にも見られる聖伝では、ローマへ宣教し、皇帝ネロによるキリスト教徒迫害下で、逆さ十字架にかけられ、伝承によれば紀元67年に殉教したとされている。また同じ伝承によると、ペトロが迫害の激化したローマから避難しようとアッピア街道をゆくと、師のイエスが反対側から歩いてきた。彼が「主よ、どこへいかれるのですか（Domine, quo vadis?）」と問うと、イエスは「あなたが私の民を見捨てるのなら、私はもう一度十字架にかけられるためにローマへ」と答えた。彼はそれを聞いて悟り、殉教を覚悟してローマへ戻ったという。このときのペトロのセリフのラテン語訳「Quo vadis？（クォ・ウァディス、「どこへ行くのですか」の意）はよく知られるものとなり、1896年にはポーランドのノーベル賞作家ヘンリック・シェンキエヴィチがローマにおけるキリスト教迫害を描いた同名小説を記し、ハリウッドでも同名タイトルで映画化されている。

## ペトロとキリスト教
カトリック教会ではペトロを初代のローマ教皇とみなす。これは「天の国の鍵」をイエスから受け取ったペトロが権威を与えられ、それをローマ司教としてのローマ教皇が継承したとみなすからである。
一方正教会、非カルケドン派ではペトロが初代アンティオキア総主教であり、のちにローマに行き致命した（殉教した）とするが、全世界の教会に対する権威をペトロが持っていたとは認めていない（ペトロを初代ローマ主教に数えるかどうかについては正教会内で見解が分かれる）。正教会の教会論では全ての主教がペトロを受け継ぐものである。
一方、カトリックから分離した経緯をもつプロテスタント諸教会では、ペトロの権威は継承されるものでなく、彼一代限りのものであるという解釈を示している。また多くのプロテスタント教会ではペトロを「聖ペトロ」・「聖ペテロ」と呼ぶことはしない。
新約聖書の公同書簡に属する『ペトロの手紙一』と『ペトロの手紙二』はペトロの書簡であるが、高等批評では彼自身のものではないという説があり、アラマイ語を母語とする漁師出身のペトロが、書簡に現れる一定の水準をもったギリシア語をつづる能力があったと考えることは困難であるとの理由である。一方聖書根本主義側からは、その論理を採用するなら、ヨハネの福音書や手紙、黙示録、また、マタイの福音書の著者も誰なのか確定できなくなる。第三者の著作であるとの見解を持つ神学者の中にも、第1書簡については、ギリシア語を話すペトロの同伴者のもので、比較的よくペトロの思想を反映している可能性を指摘する者もいる。
第2書簡は、2世紀以後の著作である可能性が指摘される。第2書簡が正典視されたのは4世紀半ば以後であり、シリア正教会では6世紀まで第2書簡を正典には数えなかった。
また新約外典のなかにも、『ペトロの黙示録』などペトロの名を冠した文書があるが、これらは初代教会の時代からペトロのものとは考えられておらず、正典におさめられることがなかった。

## ペトロとサン・ピエトロ大聖堂
かつてローマの郊外であったバチカンの丘のペトロの墓と伝えられる場所に後世になって建てられたのがサン・ピエトロ大聖堂（聖ペトロの大聖堂）である。サン・ピエトロ大聖堂の主祭壇下にはペトロの墓所があるという伝承が伝えられていたが、実際はどうだったのかは長きにわたって謎とされていた。しかし1939年以降、ローマ教皇ピウス12世は考古学者のチームにクリプタ（地下墓所）の学術的調査を依頼した。すると紀元2世紀につくられたとされるトロパイオン（ギリシャ式記念碑）が発見され、その周囲に墓参におとずれた人々のものと思われる落書きやペトロへの願い事が書かれているのが見つかった。さらにそのトロパイオンの中央部から丁寧に埋葬された男性の遺骨が発掘された。この人物は1世紀の人物で、年齢は60歳代、堂々たる体格をしていたと思われ、古代において王の色とされていた紫の布で包まれていた。
1949年8月22日のニューヨーク・タイムズはこれこそペトロの遺骨であると報じて世界を驚かせた。さらに1968年にパウロ6世はこの遺骨が「納得できる方法」でペトロのものであると確認されたと発表した。もちろん考古学的には上記の「状況証拠」しかないので、真偽については半世紀以上が経過した2010年代になっても論争が続いている。
当該遺骨は発掘後、専用の棺が作られてそこに納められた上で、クリプタに設けられた専用の施設に安置されている。通常は一般には非公開であるが、教皇フランシスコはこの公開を許可し、2013年11月24日、前年10月から行われていた信仰年の締めくくりミサの中で、この棺が初めて公開された。

## 文化としてのペトロ

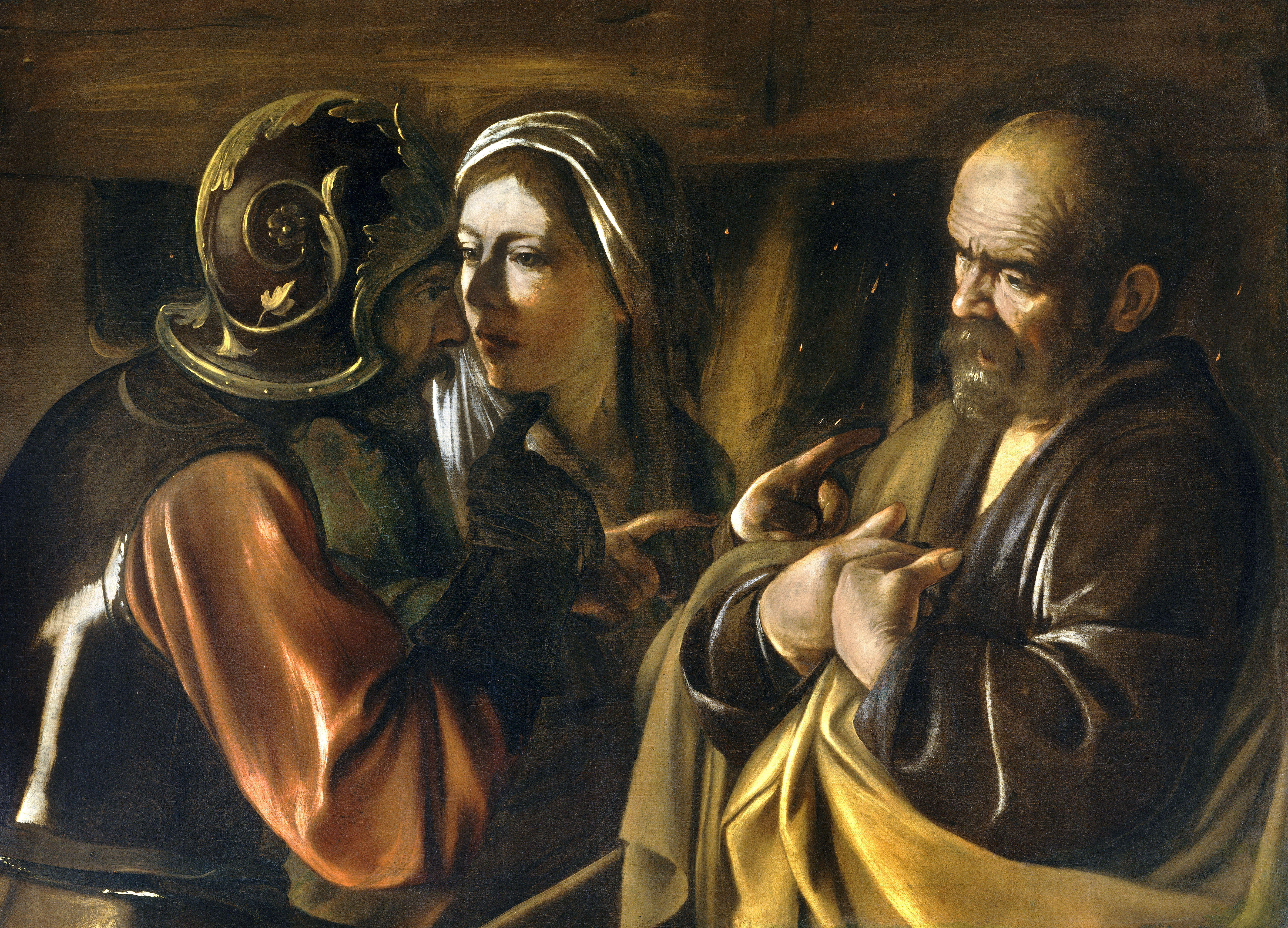
カラバッジオによるペトロの否認

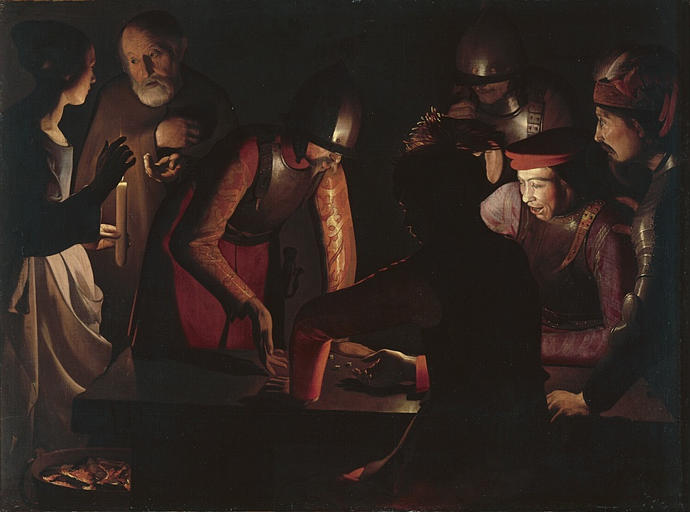
ジョルジュ・ド・ラ・トゥールによる聖ペテロの否認

- 「わたし（主のこと）はあなた（ペトロのこと）に天の国の鍵を授ける。あなたが地上でつなぐことは、天上でもつながれる。あなたが地上でも解くことは、天上でも解かれる。」というマタイによる福音書の16：19の記述から、ペトロと言えば、映画やコミックなどでは、天国の門の前に立ち、リストを見ながら天国へ行ける人を選別する白髭のお決まりのキャラクターとしてしばしば描かれる。
- 最後の晩餐のあと、キリストはペトロに「あなたは鶏が鳴く前に3度、私を知らないというだろう」と予言し、ペトロは「絶対にありえない」と否定するが、翌日キリストが連行され、ペトロがその様子をうかがっていると、周囲から「おまえもキリストの弟子だろう」と詰め寄られると「違う」と否認してしまう。ペトロは再三問われ、3度目に否認した直後、鶏が雄たけびを上げ、その声を聞いてペトロはキリストの予言を思い出し、涙にくれる。この場面は「ペトロの否認」として、レンブラントやカラバッジオ、ジョルジュ・ド・ラ・トゥールをはじめ、幾度となく絵画に描かれている。